# Me'a Še'arim

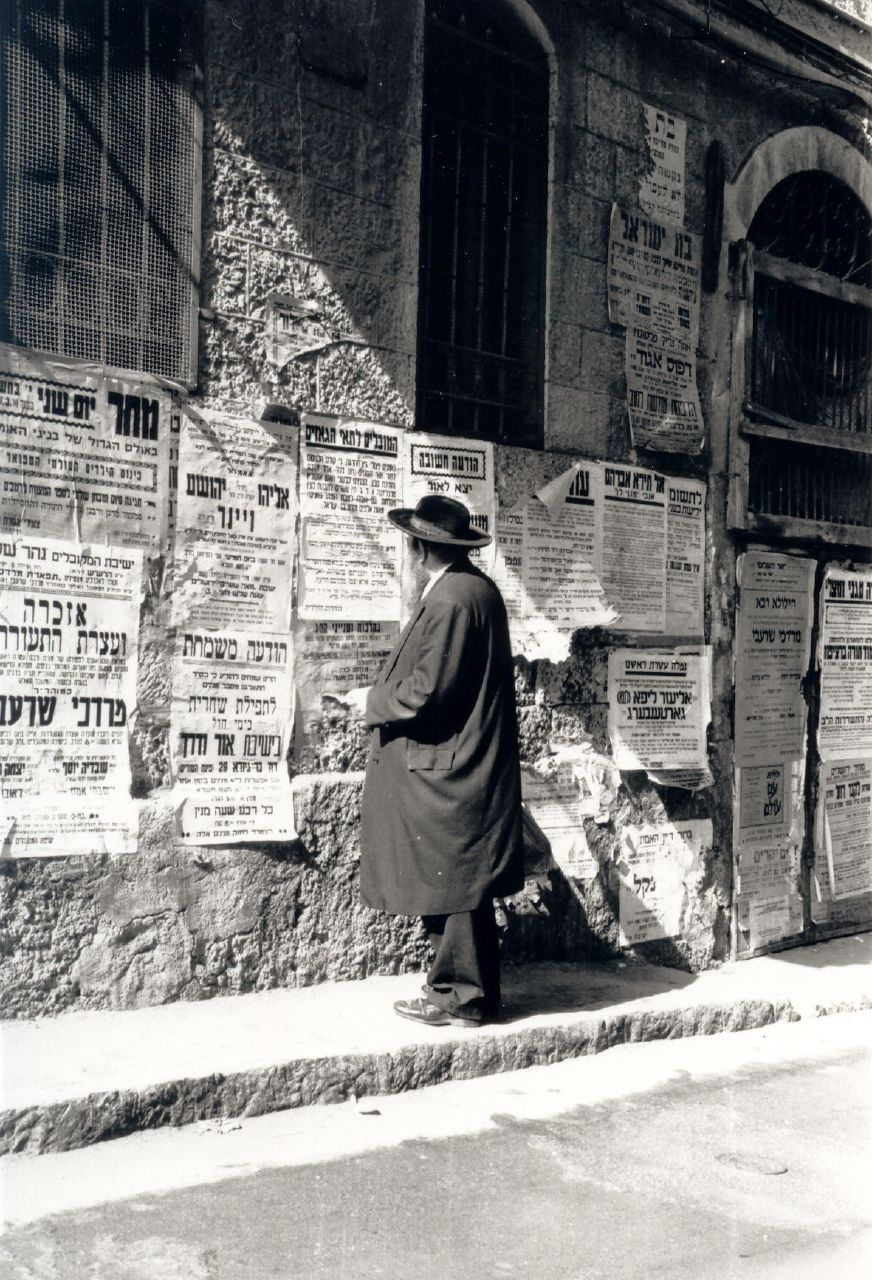
Ultraortodoxní žid čtoucí plakátové noviny (paškvil)

Me'a Še'arim (hebr. מאה שערים) (čes. Sto bran) je charedská čtvrť v Jeruzalémě, symbol ultraortodoxních židů.

## Historie čtvrti

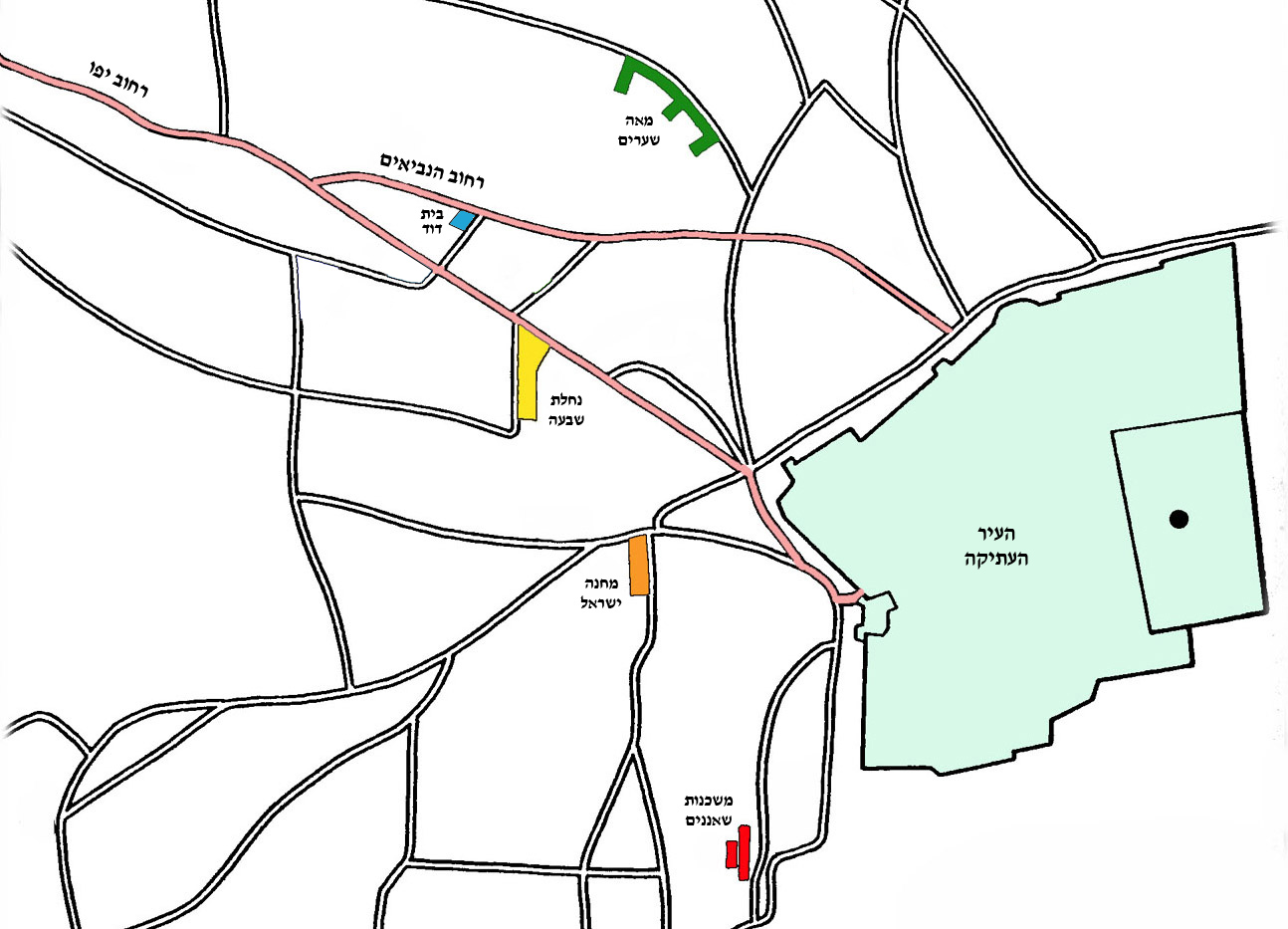
Prvních pět čtvrtí založených mimo jeruzalémské hradby, Me'a Še'arim vyznačena zeleně

### Založení
Me'a Še'arim byla založena roku 1874 jako pátá a největší jeruzalémská čtvrť, která byla zbudována mimo hradby Starého Města v období „útěku z hradeb“, kdy se hradby Jeruzaléma stávaly pro své obyvatele příliš těsnými. Vystavěna byla podle projektu německého archeologa a architekta Conrada Schicka. Již dříve tak byly založeny čtvrti Miškenot Ša'ananim, Machane Jisra'el, Nachalat Šiv'a a Bejt David.
Me'a Še'arim byla ustavena jako „bratrská čtvrť“. Mnozí členové společenství si nemohli koupi pozemku dovolit, a tak byla parcela zakoupena z příspěvku chaluky, židovského fondu, který pomáhal chudým Židům v Palestině. Název čtvrti byl vzat z úryvku Tóry, který se četl v době jejího založení: „Izák začal v té zemi sít a sklidil toho roku stonásobně [מאה שערים]; tak mu Hospodin požehnal.“ Plány nové čtvrti vytvořil německý architekt a archeolog Conrad Schick: domy pro asi 140 rodin byly vystavěny tak, aby vytvořily uzavřené náměstí.

### Stavba a rozvoj
Domy byly z bezpečnostních důvodů budovány tak, že vnější zdi tvořily jakoby nepřerušené hradby, do nichž byl vstup umožněn mnoha vchody, které byly se západem slunce uzavírány a ráno zase otevírány. S přibývajícími obyvateli v následujících letech byly budovány uvnitř pozemku další domy, a tak se původní charakter z velké části vytratil. Roku 1890 zahrnovala čtvrť 200 domů a 800 obyvatel. O tři roky později zde stálo 300 domů a svůj domov v nich mělo 1 500 obyvatel, což bylo zapříčiněno velkou porodností a přibývajícími židovskými přistěhovalci z východní Evropy. Správa čtvrti byla svěřena do rukou sedmi mužů, kteří dohlíželi na dodržování přísných pravidel, platných navěky.

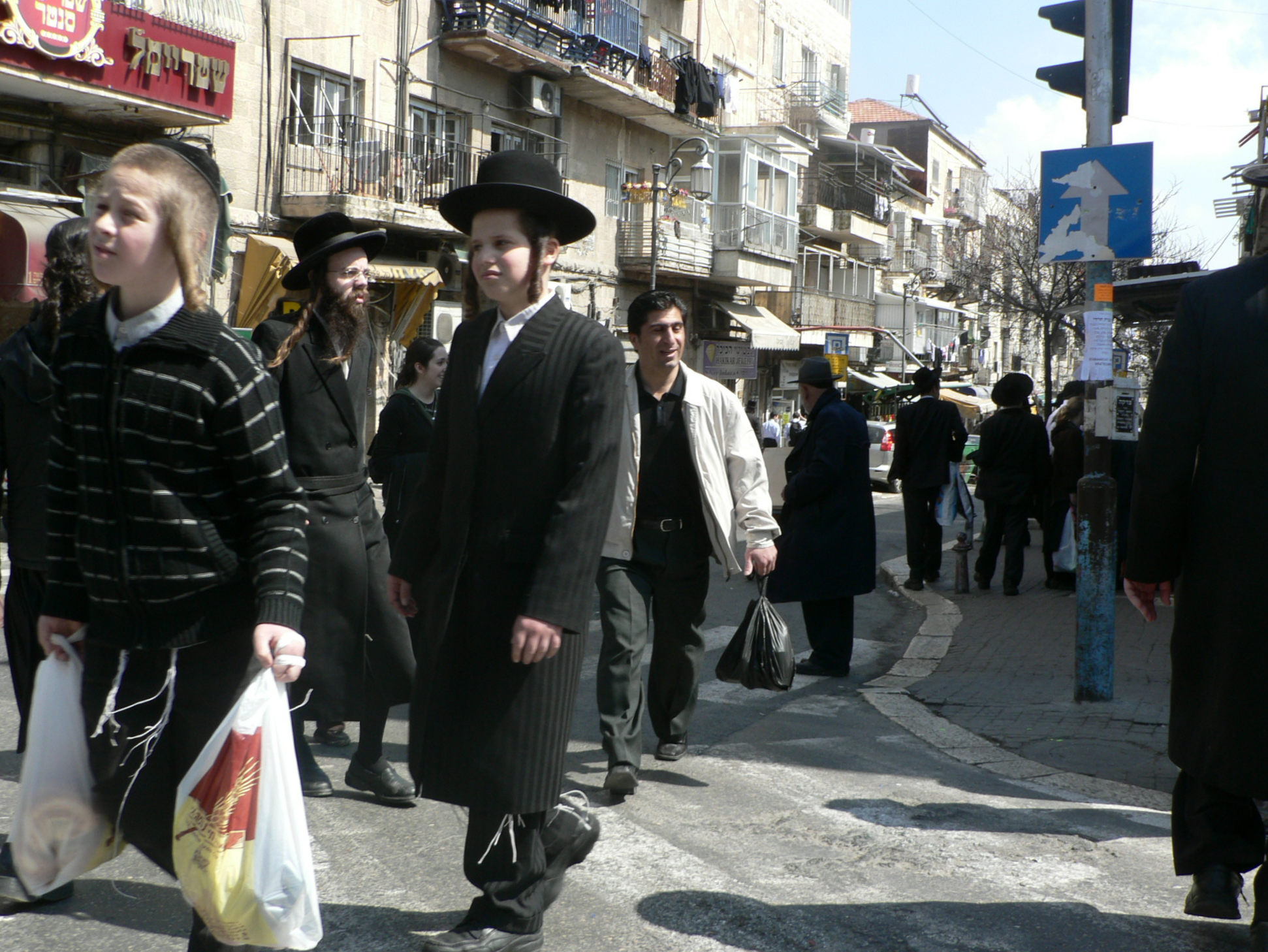
Ultraortodoxní židé v ulicích Me'a Še'arim

Rychlý růst obyvatelstva však uškodil hygienické úrovni a kvalitě života, na kterou byla čtvrť hrdá. Podpory se jí dostalo až po válce za nezávislost a vzniku Státu Izraele.

## Dnešní Me'a Še'arim
Obyvatelé Me'a Še'arim se vydali cestou samosprávy a izolace, vytvořili jakési „ghetto“, tvrz protisionistického hnutí Neturej Karta a jeden ze symbolů ultraortodoxního judaismu. Čtvrť je tak dnes turistickou atrakcí. Na jednu stranu jsou tak turisté zdrojem příjmů místních obyvatel, na druhou stranu je potřeba se při vstupu do čtvrti vyvarovat jednání, které by mohlo místní židy popudit (např. příliš vyzývavé oblečení u žen, fotografování bez povolení, nošení oblečení s křesťanskými symboly).